# 北バーティナ行政区
北バーティナ行政区（きたバーティナぎょうせいく、アラビア語: محافظة شمال الباطنة Muḥāfaẓat Šamāl al-Bāṭinah）は、オマーンの行政区（ムハーファザ）のひとつ。首府はソハール。
2011年10月28日にバーティナ地方を南北に分割し、南バーティナ行政区と共に設置された。南バーティナ行政区よりも人口・面積値は大きい。

## 隣接行政区画
- 南バーティナ行政区
- ザーヒラ行政区
- ブライミ特別行政区
- フジャイラ
- シャールジャ

## 下位行政区画
北バーティナ行政区は、6つの州（ウィラーヤ）に分かれる。
- ソハール
- シナース（アラビア語版、英語版）
- リワー（アラビア語版、英語版）
- サハム（アラビア語版、英語版）
- アル・ハーブーラ（アラビア語版）
- スワイク（アッ・スワイク）